# Disha Ravi
Pour les articles homonymes, voir Ravi.
 (mai 2024).
La mise en forme du texte ne suit pas les recommandations de Wikipédia : il faut le « wikifier ».
Les points d'amélioration suivants sont les cas les plus fréquents. Le détail des points à revoir est peut-être précisé sur la page de discussion.
- Les titres sont pré-formatés par le logiciel. Ils ne sont ni en capitales, ni en gras.
- Le texte ne doit pas être écrit en capitales (les noms de famille non plus), ni en gras, ni en italique, ni en « petit »…
- Le gras n'est utilisé que pour surligner le titre de l'article dans l'introduction, une seule fois.
- L'italique est rarement utilisé : mots en langue étrangère, titres d'œuvres, noms de bateaux, etc.
- Les citations ne sont pas en italique mais en corps de texte normal. Elles sont entourées par des guillemets français : « et ».
- Les listes à puces sont à éviter, des paragraphes rédigés étant largement préférés. Les tableaux sont à réserver à la présentation de données structurées (résultats, etc.).
- Les appels de note de bas de page (petits chiffres en exposant, introduits par l'outil «  Source ») sont à placer entre la fin de phrase et le point final[comme ça].
- Les liens internes (vers d'autres articles de Wikipédia) sont à choisir avec parcimonie. Créez des liens vers des articles approfondissant le sujet. Les termes génériques sans rapport avec le sujet sont à éviter, ainsi que les répétitions de liens vers un même terme.
- Les liens externes sont à placer uniquement dans une section « Liens externes », à la fin de l'article. Ces liens sont à choisir avec parcimonie suivant les règles définies. Si un lien sert de source à l'article, son insertion dans le texte est à faire par les notes de bas de page.
- La présentation des références doit suivre les conventions bibliographiques. Il est recommandé d'utiliser les modèles {{Ouvrage}}, {{Chapitre}}, {{Article}}, {{Lien web}} et/ou {{Bibliographie}}. Le mode d'édition visuel peut mettre en forme automatiquement les références.
- Insérer une infobox (cadre d'informations à droite) n'est pas obligatoire pour parachever la mise en page.

Pour une aide détaillée, merci de consulter Aide:Wikification.
Si vous pensez que ces points ont été résolus, vous pouvez retirer ce bandeau et améliorer la mise en forme d'un autre article.
Disha Annappa Ravi, née en 1998 ou en 1999 à Bangalore, est une jeune militante indienne pour le climat et l'une des fondatrices de Fridays For Future India (« les vendredis pour le futur en Inde »).
Le 13 février 2021, elle est arrêtée par les autorités indiennes pour avoir prétendument partagé en ligne un guide relayé par Greta Thunberg dans le cadre des manifestations des agriculteurs en Inde en 2020-2021.
Son arrestation pour « sédition », « complot criminel » et « organisation d'émeutes » a été largement critiquée tant en Inde qu'à l'échelle internationale.

## Parcours
Disha Ravi est une jeune militante pour le climat originaire de Bangalore en Inde. Elle est l'une des fondatrices des Fridays For Future en Inde,,. Selon le site d'information indien The Quint, elle fait partie de l'aile MAPA du FFF qui se concentre sur les « Most Affected People and Areas », c'est-à-dire « les pays et les peuples du Sud (monde en développement), qui supportent le plus gros des émissions de carbone et du changement climatique ». Dans une interview en 2021 pour le journal d'information britannique The Guardian, Disha Ravi déclare : « Ma motivation à rejoindre l'activisme climatique est venue du fait de voir mes grands-parents, qui sont agriculteurs, lutter contre les effets de la crise climatique … à cette époque, je ne savais pas que ce qu'ils vivaient était la crise climatique parce que l'éducation climatique est inexistante là d'où je viens ».
Le 15 février 2021, le New Indian Express l'a surnommée « la Greta du Bengale ».
En septembre 2020, Disha Ravi explique : « Je suis en grève parce que nous vivons la crise climatique. Les fortes pluies et les mesures laxistes prises par les gouvernements ont entraîné le déplacement de millions de personnes à cause des inondations, notamment en Inde. Ma maison a été inondée la semaine dernière ». Disha Ravi déclare en 2020 dans le Guardian : « Nous ne nous battons pas seulement pour notre avenir, nous nous battons pour notre présent. Nous, les personnes les plus touchées, allons changer le discours dans les négociations sur le climat et mener un plan de relance juste qui profite aux gens et non aux poches de notre gouvernement ».
La FFF était surveillée avant l'arrestation de Disha Ravi. En 2020, Disha Ravi participe à une campagne de plaidoyer par courrier électronique de la FFF Inde en opposition à un projet d'évaluation d'impact environnemental (EIE) par le ministère de l'Environnement, des Forêts et du Changement climatique. En réaction, les sites Internet de FFF India et de deux autres groupes ont été bloqués en juillet 2020, mais le blocage a ensuite été levé.
Disha Ravi est diplômée du Mount Carmel College de Bangalore. Elle est végétalienne et travaillait comme responsable culinaire dans une entreprise alimentaire végétalienne avant son arrestation,,.

## Procédures judiciaires
Le 14 février, le procureur a affirmé que Disha Ravi faisait partie d'un complot plus vaste, lié aux séparatistes du Khalistan. Disha Ravi a nié avoir fait partie d'un complot et a nié connaître ce groupe séparatiste, et a déclaré : « Je soutenais simplement les agriculteurs » et « J'ai soutenu les agriculteurs parce qu'ils sont notre avenir et que nous avons tous besoin de manger, ». Disha Ravi a également nié avoir créé la boîte à outils et a déclaré qu'elle avait juste apporté deux modifications au document. Lors de son audience, Disha Ravi n'était pas représentée par l'avocat de son choix ; ses avocats se sont rendus devant un autre tribunal où elle devait comparaître, puis ont appris par la presse qu'elle avait en réalité été présentée devant un magistrat du tribunal de Patiala House.
Disha Ravi a demandé une ordonnance du tribunal pour empêcher la police de divulguer aux médias des éléments liés à l'affaire, y compris le contenu présumé de ses discussions privées sur WhatsApp et ses prétendus aveux et révélations pendant sa garde à vue. Le 18 février, la Haute Cour de Delhi a décidé que le plaidoyer déposé par Disha Ravi pour empêcher la police de divulguer des informations sur son enquête serait pris en compte. L'agence Reuters rapporte que le 18 février, les avocats de Disha Ravi ont également déposé des documents auprès du tribunal indiquant qu'elle avait été arrêtée illégalement, et spécifiquement que « la police n'a obtenu aucune détention provisoire », qui est l'autorisation légale requise avant de déplacer un accusé vers un autre endroit. « Ils n'ont pas non plus permis à la pétitionnaire de consulter un avocat », ajoutant « Étonnamment, il y a eu une couverture médiatique importante de l'audience de renvoi de la pétitionnaire et les médias semblaient avoir plus de connaissances sur l'heure et le lieu de la production de la pétitionnaire que ses avocats ».
Le 19 février, la Haute Cour de Delhi a ordonné à la police de Delhi de se conformer à sa déclaration sous serment affirmant qu'il n'y aurait pas de fuites et de garantir que ses points presse seraient conformes à l'avis de 2010 du ministère de l'Intérieur sur la politique médiatique de la police. Les médias ont reçu l'ordre de baser leurs reportages sur des « sources vérifiées et authentiques » et ont été autorisés à préserver la confidentialité et l'anonymat de leurs sources. Les personnes associées ou liées à Disha Ravi ont également reçu l'ordre de ne pas publier d'informations qui pourraient « scandaliser ou calomnier » la police au cours de l'enquête. Le tribunal a réprimandé la chaîne de télévision Network 18 et n'a pas ordonné la suppression des articles déjà publiés, mais a réservé la question pour plus tard dans l'affaire.
Le 19 février, Disha Ravi a été placée en garde à vue pendant trois jours, le jour où sa garde à vue de cinq jours aurait dû prendre fin. Le 20 février, le tribunal a réservé sa décision sur la demande de libération sous caution de Disha Ravi jusqu'au 23 février ; le juge Dharmendra Rana a demandé à l'avocat de la police de montrer les preuves liant Disha Ravi aux violences du 26 janvier ou si elles étaient fondées sur des conjectures.
Au cours de l'enquête sur sa libération sous caution, l'avocat, au nom de Disha Ravi, a déclaré : « Si le fait de mettre en avant les protestations des agriculteurs à l'échelle mondiale constitue une sédition, je ferais mieux d'être en prison ». Le 22 février, Disha Ravi a été placée en garde à vue pour interrogatoire. Le 23 février 2021, le tribunal d'audience a accordé sa libération sous caution,. Le juge Rana a déclaré : « Compte tenu des preuves rares et sommaires enregistrées, je ne trouve aucune raison palpable pour maintenir une jeune de 22 ans en détention ». Dans l'ordonnance, le juge a déclaré : « Les citoyens sont les gardiens de la conscience du gouvernement dans toute nation démocratique. Ils ne peuvent pas être mis derrière les barreaux simplement parce qu'ils choisissent d'être en désaccord avec les politiques de l'État ». Le juge a ajouté : « Notre civilisation vieille de 5 000 ans n'a jamais été opposée aux idées provenant de divers milieux. Le couplet suivant du Rig Veda incarne notre philosophie culturelle exprimant notre respect pour les opinions divergentes », citant une traduction : « Que les nobles pensées viennent de toutes parts ».

## Voir également
- Mouvement pour le climat
- Changement climatique